# داوید شاروه
دیوید شاروه (به انگلیسی: David Charvet) (متولد ۱۵ می،۱۹۷۲) خواننده، هنرپیشه و مدل فرانسوی است که به خاطر بازی در سریال بی واچ در سال ۱۹۹۲ به شهرت رسید.